# Heliconius semiflavidus
Heliconius semiflavidus är en fjärilsart som beskrevs av Gustav Weymer 1893. Heliconius semiflavidus ingår i släktet Heliconius och familjen praktfjärilar. Inga underarter finns listade i Catalogue of Life.